# توميسلاف نيز
توميسلاف نيز ، من مواليد 9 يونيو 1938، لاعب كرة قدم يوغسلافي سابق.
لعب مع منتخب يوغسلافيا لكرة القدم.

## وصلات خارجية
- توميسلاف نيز على موقع الاتحاد الدولي (مؤرشف)  (الإنجليزية)
- توميسلاف نيز على موقع قاعدة بيانات كرة القدم.إي يو (الإنجليزية)
- توميسلاف نيز على موقع ناشيونال فوتبول تيمز (الإنجليزية)
- توميسلاف نيز على موقع أوليمبيديا (الإنجليزية)